# Scottish Third Division 2012-2013
La Scottish Third Division 2012-2013, nota anche come Irn Bru Scottish Football League Third Division per motivi di sponsorizzazione, è stata la 19ª edizione del torneo e ha rappresentato la quarta categoria del calcio scozzese.

## Squadre
I campioni Alloa Athletic erano stati promossi nella categoria superiore, ed erano stati sostituiti dallo Stirling Albion che aveva chiuso ultimo nella Scottish Second Division. Un'altra promozione era disponibile attraverso i play-off, che tuttavia erano stati vinti dalla squadra di Seconda Division degli Albion Rovers, che in tal modo era rimasta nel suo torneo.
Clamorosamente, in seguito al fallimento estivo della loro vecchia società, i Rangers hanno fatto il loro debutto in questa divisione. In conseguenza di ciò, gli Stranraer sono stati promossi in Seconda Division il 13 luglio dopo che i club della Scottish Football Association hanno votato che i Rangers, già espulsi dalla Scottish Premier League, dovessero ripartire dal più basso torneo targato Scottish Football League.
Non c'è retrocessione da questa che è l'ultima divisione professionale, in quanto il calcio professionistico scozzese ha un carattere legale privatistico che non può essere perso sul campo, ma solo a causa di un irreparabile fallimento societario.

## Squadre partecipanti
| Squadra            | Località           | Stadio            |
| ------------------ | ------------------ | ----------------- |
| Annan Athletic     | Annan              | Galabank          |
| Berwick Rangers    | Berwick-upon-Tweed | Shielfield Park   |
| Clyde              | Cumbernauld        | Broadwood Stadium |
| East Stirlingshire | Stenhousemuir      | Ochilview Park    |
| Elgin City         | Elgin              | Borough Briggs    |
| Montrose           | Montrose           | Links Park        |
| Rangers            | Glasgow            | Ibrox Stadium     |
| Peterhead          | Peterhead          | Balmoor           |
| Queen's Park       | Glasgow            | Hampden Park      |
| Stirling Albion    | Stirling           | Forthbank Stadium |

## Classifica
|  | Pos. | Squadra            | Pt | G  | V  | N  | P  | GF | GS | DR  |
|  | ---- | ------------------ | -- | -- | -- | -- | -- | -- | -- | --- |
|  | 1.   | Rangers            | 83 | 36 | 25 | 8  | 3  | 87 | 29 | +58 |
|  | 2.   | Peterhead          | 59 | 36 | 17 | 8  | 11 | 52 | 28 | +24 |
|  | 3.   | Queen's Park       | 56 | 36 | 16 | 8  | 12 | 60 | 54 | +6  |
|  | 4.   | Berwick Rangers    | 49 | 36 | 14 | 7  | 15 | 59 | 55 | +4  |
|  | 5.   | Elgin City         | 49 | 36 | 13 | 10 | 13 | 67 | 69 | −2  |
|  | 6.   | Montrose           | 47 | 36 | 12 | 11 | 13 | 60 | 68 | -8  |
|  | 7.   | Stirling Albion    | 45 | 36 | 12 | 9  | 15 | 59 | 58 | +1  |
|  | 8.   | Annan Athletic     | 43 | 36 | 11 | 10 | 15 | 54 | 65 | -11 |
|  | 9.   | Clyde              | 40 | 36 | 12 | 4  | 20 | 42 | 66 | −24 |
|  | 10.  | East Stirlingshire | 29 | 36 | 8  | 5  | 23 | 49 | 97 | −48 |

Legenda:

      Campione di Third Division e promosso in Second Division 2013-2014.
      Ammesse ai playoff per la Second Division ma lì battuti dall'East Fife.
Note:

Tre punti a vittoria, uno a pareggio, zero a sconfitta.

## Play-off promozione
Ai play-off partecipano la 2ª, 3ª e 4ª classificata della Third Division (Peterhead, Queen's Park, Berwick Rangers) e la 9ª classificata della Second Division 2012-2013 (East Fife).

### Semifinali
| Squadra 1       | Totale | Squadra 2 | Andata | Ritorno     |
| --------------- | ------ | --------- | ------ | ----------- |
| Berwick Rangers | 2 – 3  | East Fife | 1 – 1  | 1 – 2 (dts) |
| Queen's Park    | 1 – 4  | Peterhead | 0 – 1  | 1 - 3       |

### Finale
| Squadra 1 | Totale | Squadra 2 | Andata | Ritorno |
| --------- | ------ | --------- | ------ | ------- |
| East Fife | 1 – 0  | Peterhead | 0 – 0  | 1 – 0   |